# آني لي موس
آني لي موس (بالإنجليزية: Annie Lee Moss)‏ هي موظفة مدنية أمريكية، ولدت في 9 أغسطس 1905 في كارولاينا الجنوبية في الولايات المتحدة، وتوفيت في 15 يناير 1996 في واشنطن العاصمة في الولايات المتحدة.